# Географска дължина
Геогра̀фска дължина̀ е понятие за описание разположението на дадено място на изток или запад от линия с направление север-юг, наречена начален (главен или нулев) меридиан. Тя се измерва с ъгли от 0° на основния меридиан до +180° на изток и −180° на запад. Меридиан се нарича линия с постоянна географска дължина.

## История
Определянето на ширината за целите на морската навигация не било особен проблем – тя се изчислява лесно, като се измери ъгълът на издигане на Полярната звезда над хоризонта. Определянето на дължината обаче било много по-трудна задача. Историята на откриване на точен метод за определяне на географската дължина обхваща няколко века и с него са се занимавали много учени и мореплаватели, тъй като точното определяне на дължината е важно както за картографията, така и за навигацията. Всъщност основната цел, с която са създадени Кралската гринуичка обсерватория и постът кралски астроном (от Чарлз II през 1675 г.) е именно нуждата от определяне на точната географска дължина. Този въпрос бил толкова важен за мореплаването, че между 16-и и 18 век кралете на няколко европейски страни обявявали специални награди за този, който успее да намери точния метод за измерване на географската дължина в открито море.
Предложени били няколко астрономични метода – от Йохан Вернер (метод на лунните разстояния, 1514 г.), от Галилео Галилей (според положението на спътниците на Юпитер, 1612 г.) – но за прилагането им се изисквали сложни астрономически инструменти и изчисления. Един много по-прост начин бил да се сравни местното време с точното време в референтна точка (напр. пристанището, откъдето е тръгнал корабът), но той изисквал много точни часовници.
През 1714 г. британският парламент предложил огромна за онова време награда за разработване на метод за определяне на дължината – £10 000 при грешка от 60 морски мили, £15 000 (40 мили) и £20 000 (30 мили). За да се определи дължината с такава точност по време на плаване до „Западните Индии“, бил необходим часовник със средна денонощна точност под 3 s (трябва да се има предвид, че по това време часовниците се смятали за „много точни“, ако изобщо са имали минутна стрелка).
Най-накрая през 1773 г. английският дърводелец и самоук часовникар Джон Харисън успял след десетилетия упорит труд и няколко неуспешни модела да създаде хронометър, който се оказал именно уредът, направил възможно точното определяне на местоположението в открито море. Часовникът му бил проверен по време на две плавания до Карибите – през 1761 и 1764 г., неточността била 5 s за три месеца плавания. Но и тогава парламентът не изплатил наградата, защото междувременно (през 1757 г.) британският астроном Джон Бърд усъвършенствал секстанта – инструмент за измерване на ъгловите разстояния между небесните тела, което позволило за определянето на дължината да се използва методът на лунните разстояния (с помощта на специални таблици). Все пак хронометърът на Харисън се оказал по-удобен, и в края на краищата той получил наградата през 1773 г. Хронометърът въпреки това си оставал твърде скъп инструмент и методът на лунните разстояния продължил да се използва десетилетия наред. Най-накрая, комбинацията от наличието на морски хронометри и удобното получаване на времеви сигнали чрез безжичния телеграф през 20 век сложили край на използването на „лунните“ методи.
Изобретяването на радиото в края на 20 век предизвикало истинска революция в определянето на дължината. Чрез него станало възможно сигналите за точно време от точка с известна дължина да се приемат във всяка друга точка на Земята. По-късно се появява радионавигацията. В днешно време за определяне на координатите за целите на навигацията се използват спътникови навигационни системи.
Дори и днес, когато местоположението в открито море може да се определи по няколко независими начина (например с GPS и радар), моряците винаги носят със себе си секстант и хронометър.

## Разлики между географска ширина и географска дължина
За разлика от географската ширина, при която екваторът е естествена отправна линия, при географската дължина нулевият меридиан е избран условно. Британските картографи отдавна използват за тази цел меридиана на Кралската гринуичка обсерватория в Лондон, но в други страни са използвани и други изходни меридиани – на Йеро, Рим, Копенхаген, Йерусалим, Санкт Петербург, Пиза, Париж, Филаделфия, Вашингтон и мн. др. През 1884 г. международна конференция утвърждава Гринуичкия меридиан за универсален основен меридиан.
За разлика от един градус ширина, който винаги съответства на около 111 km, един градус дължина съответства на разстояние от 0 (при полюсите) до приблизително 111 km (по екватора). Един градус географска дължина, измерен по окръжност с постоянна географска ширина, е равен на около 111,321 km, умножени с косинуса от ъгъла на съответната ширина.
Разстояния, съответстващи на един градус дължина,
в зависимост от географската ширина:
0°(Екватор) ≈ 111,3 km

10° ≈ 109 km

20° ≈ 104,6 km

30° ≈ 96,4 km

40° ≈ 85,3 km

50° ≈ 71,5 km

60° ≈ 55,66 km

70° ≈ 38,1 km

80° ≈ 19,3 km

90° (полюс) = 0 km